# Swiss Tour Monte Rosa
Als Swiss Tour Monte Rosa wird die Schweizer Wanderroute 27 (eine von 65 regionalen Routen) in den Walliser Alpen bezeichnet. Sie beginnt in Saas-Fee im Schweizer Kanton Wallis und führt in drei Etappen über Grächen nach Zermatt.

## Etappen
1. Saas-Fee – Grächen: 20 km, Aufstieg 1250 Hm, Abstieg 1450 Hm, Gehzeit 7 1⁄4 Std.
2. Grächen – Europahütte: 16 km, Aufstieg 1400 Hm, Abstieg 760 Hm, Gehzeit 6 1⁄4 Std.
3. Europahütte – Zermatt: 20 km, Aufstieg 950 Hm, Abstieg 1600 Hm, Gehzeit 6 3⁄4 Std.

Die erste Etappe ist auch unter dem Namen Balfrin-Höhenweg (auch 21. Etappe des Alpenpässe-Wegs), die zweite und dritte als Europaweg bekannt und führt über die Charles Kuonen Hängebrücke. Im Gegensatz zu dieser Route führt der Europaweg ab der Tufternalp (Gaststätte) jedoch nach Sunnegga, von wo man mit der Standseilbahn nach Zermatt gelangt.
Diese Tour entspricht den Etappen sieben bis neun der Tour Monte Rosa - Matterhorn (Umrundung von Monte Rosa und Mischabelgruppe).

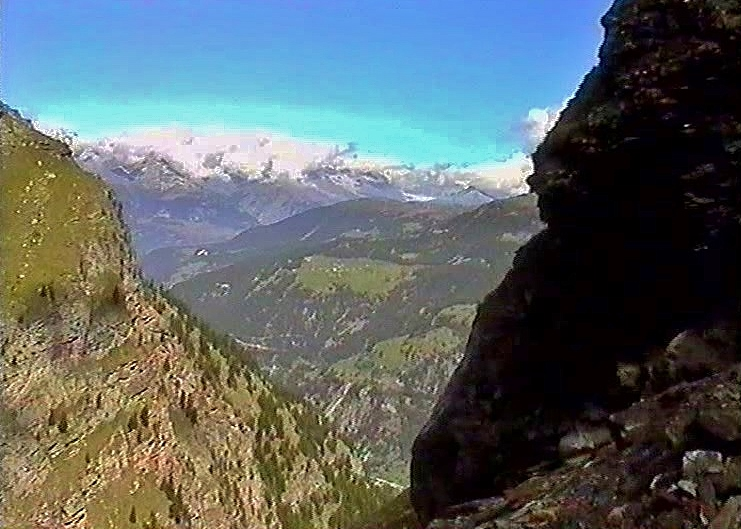
Blick über das Saastal in die Berner Alpen.
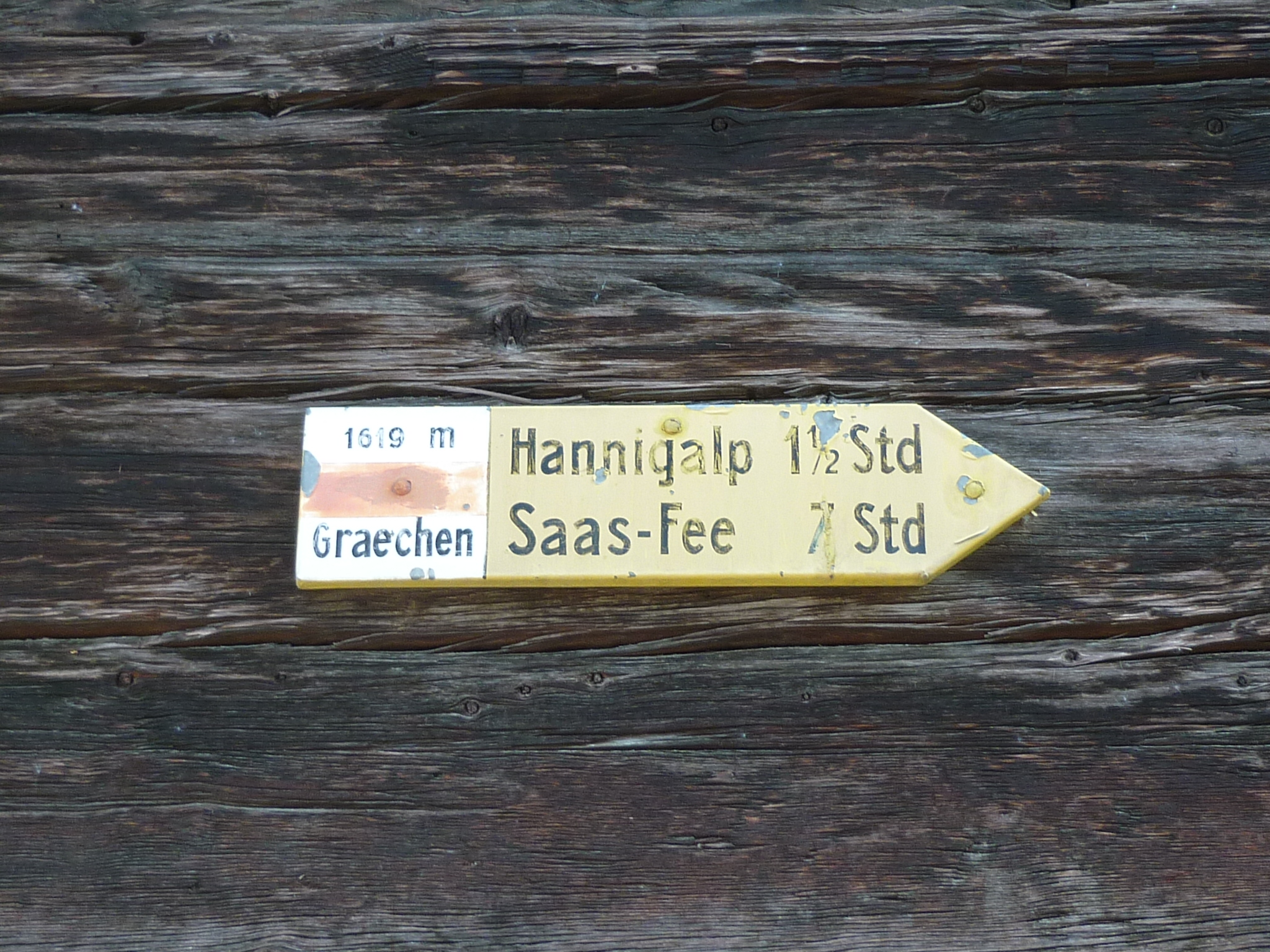
Markierung Balfrin-Höhenweg.
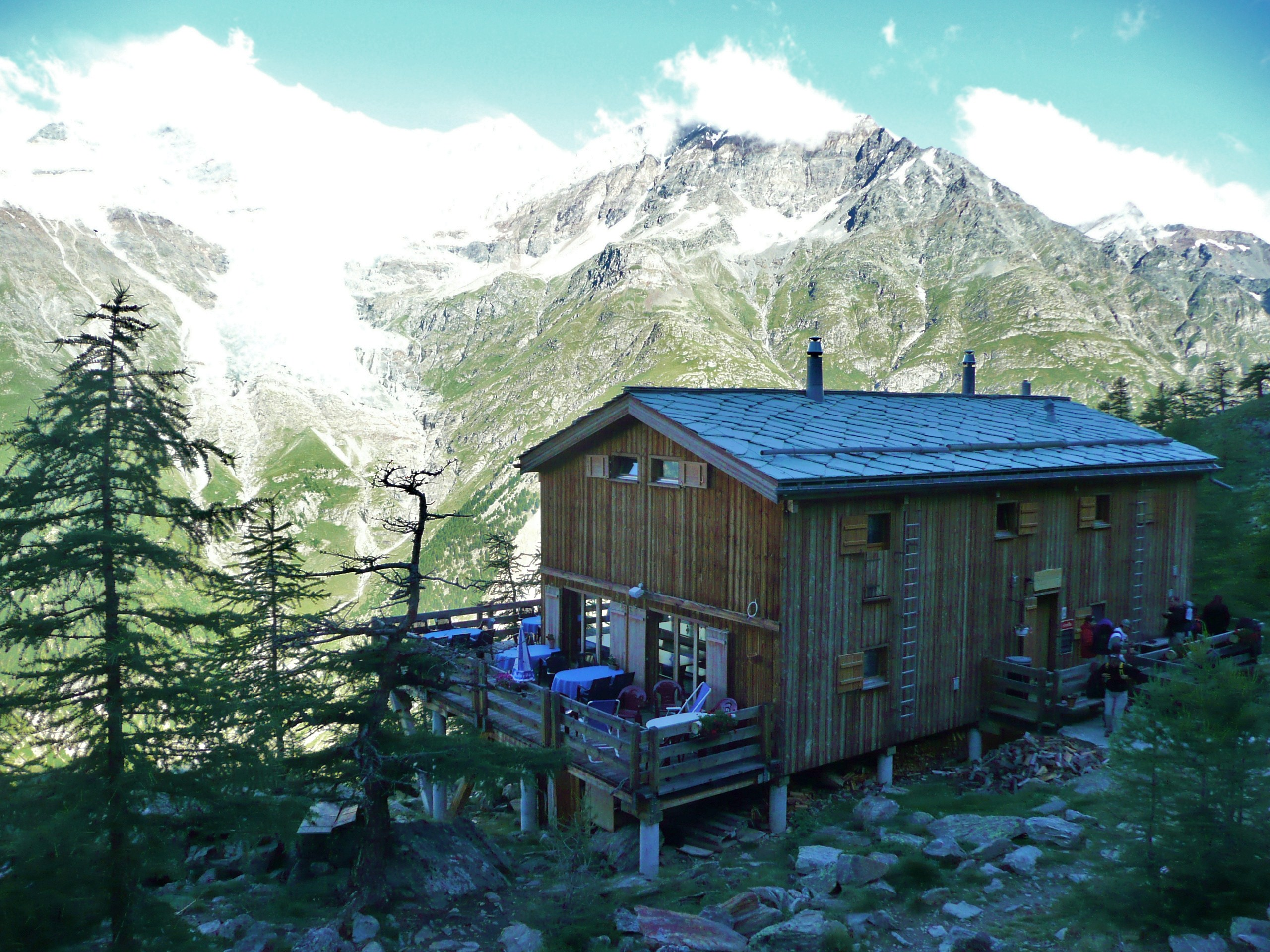
Europahütte über dem Mattertal.
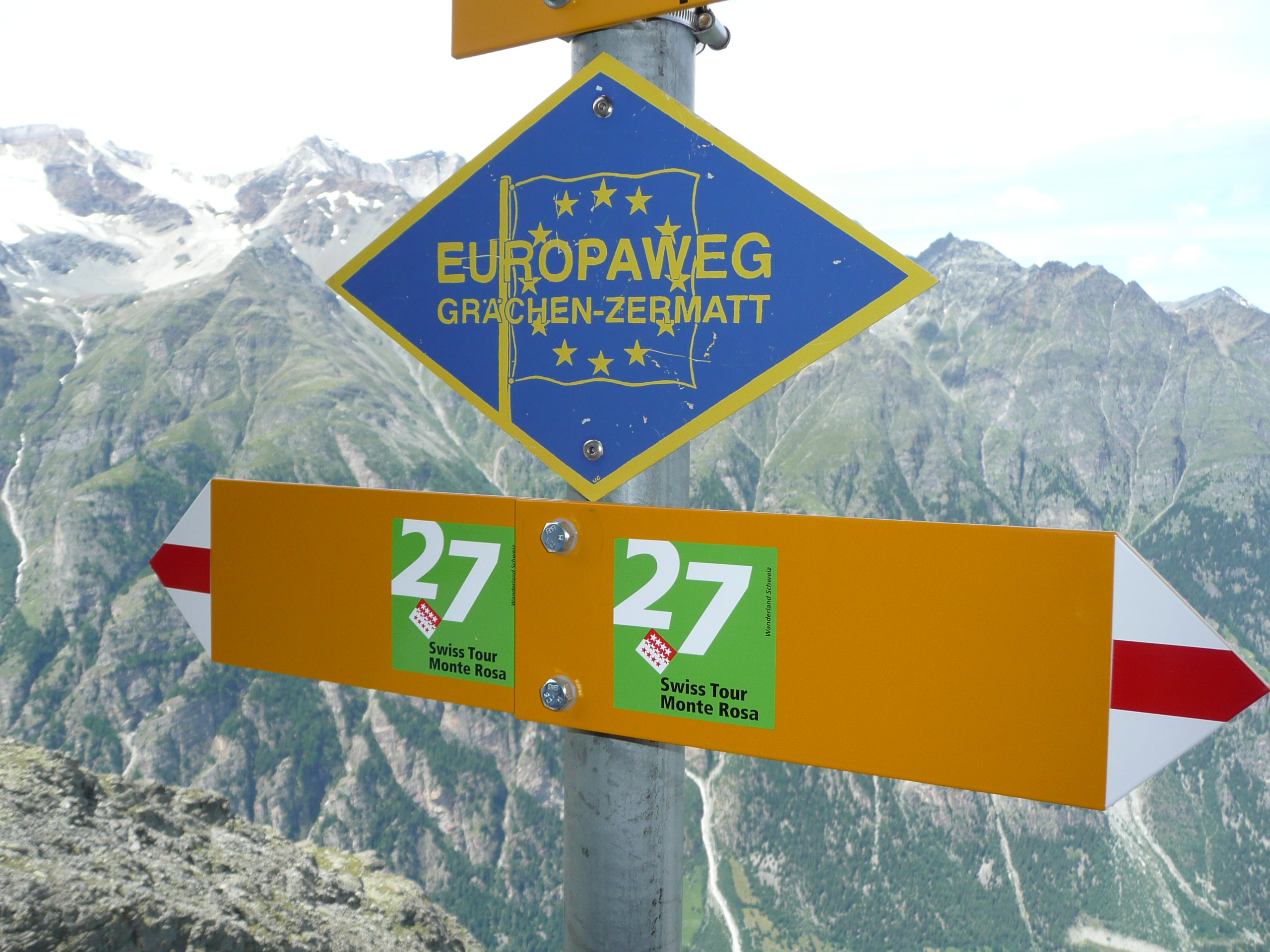
Wegweiser am Europaweg.

## Nachweise
1. ↑  Alle regionalen Routen bei SchweizMobil.
2. ↑  Lage & Höhen gemäß «geo.admin.ch».
3. ↑  Rundtour gemäß «tmr-matterhorn.ch».